# Phanoxyla lambertoni
Phanoxyla lambertoni är en fjärilsart som beskrevs av Clark 1923. Phanoxyla lambertoni ingår i släktet Phanoxyla och familjen svärmare. Inga underarter finns listade i Catalogue of Life.